# Kauzer
Kauzer je priimek v Sloveniji, ki ga je po podatkih Statističnega urada Republike Slovenije na dan 1. januarja 2010 uporabljalo 6 oseb.  

## Znani nosilci priimka
- Peter Kauzer (*1983), kajakaš na divjih vodah